# بيرني غرانت (لاعب كرة قدم)
بيرني غرانت (بالإنجليزية: Bernie Grant)‏ هو مدرب كرة قدم ولاعب كرة قدم بريطاني في مركز الوسط، ولد في 6 أغسطس 1962 في روثرجلين ‏ في المملكة المتحدة. لعب مع نادي دمبرتون.